# 清朝军衔
清朝軍階依照時代不同可區分為兩大類，一為以滿洲人傳統的八旗為主的舊式軍階制度，二為袁世凱新軍所採用的西式新軍軍階制度。

## 歷史

### 八旗制度
八旗制度是清朝时期特有的一种以满洲人为主导的军事社会組織，起源于女真人的射猎组织牛彔额真。它以军事化的方式将满洲社会的军政、生产、司法、宗族融合在这一制度的管理之下。八旗制度是清朝统治者能够占领中原的基石，因此它一直被历代清朝皇帝视作根本。
而八旗軍中，彼此之間以「补子」表示彼此之間的等級高低。
| 代表動物  | 麒麟 | 狮子 | 花豹 | 老虎 | 熊   | 虎貓 | 犀牛 | 犀牛 | 海马 |
| --------- | ---- | ---- | ---- | ---- | ---- | ---- | ---- | ---- | ---- |
| 1759–1912 |      |      |      |      |      |      |      |      |      |
| 階級      | 一品 | 二品 | 三品 | 四品 | 五品 | 六品 | 七品 | 八品 | 九品 |

### 新軍
袁世凱肇建北洋六鎮時即模仿普魯士軍制設立階級，1904年12月，清政府练兵处会同兵部向朝廷奏准《另定新军官制事宜》，建议“参仿八旗官员之秩序，旁采各国军营之规章”，按照西方军官军衔的三等九级制，取代旧的官阶制度，建立新军的阶位品级体制，军官“区为三等，析为九级”。1905年3月，练兵处、兵部设计出军官军服和军衔标志的第一个图案式样。8月，练兵处提出军官授衔的标准、条件、程序和要求。12月经清政府批准，陆军军官开始按新官制评定等级，此即中國近代軍階制度之濫觴。具体分为：
上等第一级，正都统；原提督，從一品
上等第二级，副都统；原總兵，正二品
上等第三级，协都统；原副將，從二品
中等第一级，正参领；原參將，正三品
中等第二级，副参领；原游擊，從三品
中等第三级，协参领；原都司，正四品
次等第一级，正军校；原守備，正五品
次等第二级，副军校；原千總，正六品
次等第三级，协军校；原把總，正七品。
1909年11月，军咨处又奏请朝廷在军阶第一等第一级内正都统之上增设“大将军”、“将军”两衔，与正都统同为上等第一级；设立士官衔三级，即上士、中士、下士；在军官和军士之间增设“额外军官”衔一级。
| 階級領章 |            |            |            |            |            |            |            |            |            |
| 軍階名稱 | 上等第一級 | 上等第二級 | 上等第三級 | 中等第一級 | 中等第二級 | 中等第三級 | 次等第一級 | 次等第二級 | 次等第三級 |

### 禁衛軍
宣統元年(1909年)擬定之禁衛軍俄式軍官肩章。
| 階級肩章   |            |            |            |            |            |            |            |            |            |            |            |            |            |            |            |            |            |
| 上等第一级 | 上等第一级 | 上等第二级 | 上等第二级 | 上等第三级 | 上等第三级 | 中等第一级 | 中等第一级 | 中等第二级 | 中等第二级 | 中等第三级 | 中等第三级 | 下等第一级 | 下等第一级 | 下等第二级 | 下等第二级 | 下等第三级 | 下等第三级 |